# Доумолоу

Доумолоу обазначены иероглифами 豆莫婁

Доумолоу (кит. трад. 豆莫婁, упр. 豆莫娄, пиньинь dòumòlóu, палл. Доумолоу, кор. Думаглу) — древнемонголькое племя, проживавшее в VI—VIII веках на реке Нэньцзян. Представляли собой одно из племён северной группы сяньби.

## Этническая принадлежность
В китайских источниках имеются сведения об этнических связях доумолоу с древнемонгольскими сяньбийскими племенами. Согласно Вэй-шу (Истории династии Северная Вэй), «язык шивэйцев такой же, как и во владениях кумоси, киданей и доумолоу». Э. В. Шавкунов отождествляет доумолоу с монголоязычными даурами. 
Местность проживания доумолоу ранее принадлежала племенам Северного Пуё. Также имеются сведения, согласно которым доумолоу занимали земли вэймо.

## Описание в «Истории Северных династий»

### Хозяйство
Были оседлы, имели дома и склады. Их города были открыты и просторны, по сравнению с соседями. Выращивали злаки, однако не имели возможностей выращивать фрукты. В пищу употребляли горох — доу (豆).

### Обычаи
Согласно китайским источникам, были сильны телом и храбры. Грабежей не производили. У доумолоу были старейшины с рангами, но не числовыми (как у китайцев), а по названиям животных. Каждое селение имело своего главу. Одежда была из растительных тканей, как в Когурё, но шляпы больше. Старейшины украшали себя золотом и серебром.
Законы были суровы. За убийство казнили, а семью убийцы отдавали в рабство. Были невоздержны. Если мужчину убивали за связь с чужой женой, труп клали на южной стороне горы около города. Вдова могла забрать труп только после выплаты штрафа быками и лошадьми.